# المجلس الوطني الكردي
المجلس الوطني الكردي في سوريا (باللغة الكردية: Encûmena Niştimanî ya Kurdî li Sûriyê) هو منظمة سياسية كردية تشارك في الحرب الأهلية السورية.
تأسس المجلس في 26 من أكتوبر 2011 في أربيل برعاية الرئيس مسعود بارزاني، عقب الإنشاء المسبق لـ المجلس الوطني السوري. كانت المنظمة تتكون أساسًا من 11 حزبًا كرديًا سوريًا، ولكن أصبح عددها 15 حزبًا في شهر مايو 2012. وتقلص العدد إلى 13 حزبًا في عام 2018، وعددًا من المنظمات النسائية والشبابية والشخصيات المستقلة. ويكمن الاختلاف الرئيسي بين المجلس الوطني الكردي والائتلاف الوطني السوري في منهج معالجة مشكلة اللامركزية، مع ضغط المجلس الوطني الكردي لاستقلال المناطق الكردية، في حين يرفض الائتلاف الوطني السوري أي شيء بخلاف اللامركزية الإدارية.

## الأحزاب المنضوية في المجلس
الاحزاب المنضوية في المجلس الوطني الكردي:
1. حزب يكيتي الكردستاني في سوريا (السكرتير سليمان أوسو).
2. الحزب الديمقراطي الكردستاني – سوريا (السكرتير سعود الملا)
3. حركة الإصلاح الكردية – سوريا (السكرتير فيصل يوسف).
4. حزب المساواة الديمقراطي الكردي في سوريا (السكرتير نعمت داوود).
5. الحزب الديمقراطي الوطني الكردي في سوريا (السكرتير طاهر سفوك).
6. الحزب الديمقراطي الكردي في سوريا (البارتي) (السكرتير غير مُسمّى حاليًا).
7. حزب الوحدة الديمقراطي في سوريا (يكيتي الديمقراطي) (السكرتير هجار علي).
8. حزب الوحدة الديمقراطي الكُردستاني (السكرتير كاميران حاج عبدو).
9. حزب اليسار الديمقراطي الكردي في سوريا (السكرتير شلال كدو).
10. حزب اليسار الكردستاني – سوريا (السكرتير محمود ملا).
11. تيار المستقبل الكردي في سوريا (رئيس الحزب سيامند حاجو).
12. تيار المستقبل الكردي في سوريا (مسؤولة مكتب العلاقات العامة نارين متيني).
13. الحزب مجلس ايزيديي سوريا (الرئيس مزكين يوسف)
14. البارتي الطليعي الكردستاني – سوريا (السكرتير إسماعيل حساف)

## الرؤساء
| الترتيب | الاسم           | بداية العهدة   | نهاية العهدة   | الحزب                             |
| ------- | --------------- | -------------- | -------------- | --------------------------------- |
| 1       | عبد الحكيم بشار | 26 أكتوبر 2011 | 29 فبراير 2012 | الحزب الديمقراطي الكردي (البارتي) |
| 2       | أحمد سليمان     | 29 فبراير 2012 | 30 يوليو 2012  | الحزب الديمقراطي التقدمي السوري   |
| 3       | اسماعيل حمه     | 30 يوليو 2012  | 31 أغسطس 2012  | حزب يكيتي الكردستاني في سوريا     |
| 4       | فيصل يوسف       | 31 أغسطس 2012  | 12 مايو 2013   | حركة الإصلاح الكردي               |
| 5       | طاهر سفوك       | 12 مايو 2013   | 1 يوليو 2015   | الحزب الديمقراطي الوطني الكردي    |
| 6       | ابراهيم برو     | 1 يوليو 2015   | 11 ديسمبر 2017 | حزب يكيتي الكردستاني في سوريا     |
| 7       | سعود الملا      | 11 ديسمبر 2017 | الآن..         | الحزب الديمقراطي الكردستاني-سوريا |

## الذراع العسكرية
سياسيًا تبنّى المجلس الوطني الكردي سنة 2015، ميليشيا عسكرية، يُطلق عليها اسم بيشمركة روج آفا أو لشكري روج (بالكردية: Peşmerge rojava)/(بالكردية: لشكري روژ)؛ وهم مجموعة من الكُرد السوريين ومن كُرد متطوعين يقيمون في كردستان العراق، هيكليًا وتنظيميًا يتبعون قوة مكافحة الإرهاب الكردية العراقية الشهيرة باسم زيرفاني تحت قيادة اللواء بهجت تميز سيلكي، التابعة بدورها للحزب الديمقراطي الكردستاني، ما يجعلهم يتبعون لوزارة داخلية إقليم كردستان العراق، بينما عسكريًا وعقديًا هم تابعون لقوات البيشمركة الكردية العراقية، تحديدًا للفصيل المُنقاد من قبل الحزب الديمقراطي الكردستاني (طالع الخارطة التوضيحية)، حيث يدينون بالولاء السياسي والفكري لقائدهم العسكري مسعود برزاني، ما يجعلهم كذلك يتبعون وزارة شؤون البيشمركة الكردية العراقية. بدأت المجموعة بالتشكّل في كردستان العراق سنة 2012، كجناح عسكري للحزب الديمقراطي الكردستاني، الفرع السوري للحزب الديمقراطي الكردستاني الحاكم في كردستان العراق (اختصارًا: "KDP")، ومنذ ذلك الحين وهم يستقرون في شمال العراق، حيث تلقوا تدريبات عسكرية على يد خبراء أجانب يقومون بتدريب قوات البيشمركة العراقية. وقد حظوا بدعم مالي وعسكري، غير أنّهم لم يستطيعوا حسم أي معركة عسكرية لصالحهم، ولم يستطيعوا المشاركة في الحرب الأهلية السورية ولا السيطرة على أي مساحة في سوريا، بسبب رفض الإدارة الذاتية في شمال سوريا أن يكون للبارزانيين (نسبة إلى الملا مصطفى البرزاني) أي حضور أو نفوذ في الشمال السوري على حساب الأوجلانيين (أو الآبوجيين) (نسبة إلى عبد الله أوجلان «آبو»)، وهو صراع كردي-كردي سياسي وأيديولوجي قديم بين ما يتعارف عليه شمالي وجنوبي كردستان. من جانبه يُعلن المجلس الوطني الكردي عضو الائتلاف الوطني السوري أن هذه المجموعة مستقلة وتابعة له وتأتمر بأمره، وهو ما دفع رئيس الائتلاف الوطني السوري أن يطلب من المجلس الوطني الكردي مشاركة هذه المجموعة ضمن قوات الجيش السوري الحر التابعة للائتلاف تمهيدًا لإدخالها إلى الداخل السوري للمشاركة في المعارك الدائرة هناك، غير أن هذا الطلب ووجه برفض قاطع من قبل القيادة العسكرية والسياسية للقوات، بحجة أن الذراع العسكري للمجلس هي مجموعة مستقلة ولن تتبع الائتلاف السوري. يزعم المجلس الوطني الكردي أن الكُرد السوريين المنضمّين لبيشمركة روج آفا ينقسمون ما بين كُرد متطوعين وجنود كرد سوريين منشقين عن الجيش السوري، بينما يُشكّك حزب الاتحاد الديمقراطي الكردي في سوريا بذلك ويدّعي أن الكُرد السوريين يمثلون نسبة بينما النسبة الأعظم للكرد العراقيين. ويزعم المجلس الوطني الكردي أن عدد أفراد المجموعة وصل إلى خمسة آلاف مُتطوّع في ديسمبر 2018، وهو كان قد ادّعى في يونيو 2016 أن عددهم حوالي ثلاثة آلاف متطوّع.
وقعت اشتباكات بين وحدات قوات بيشمركة روج أفا ووحدات مقاومة سنجار المتحالفة مع حزب العمال الكردستاني في مارس 2017، حيث ذكرت الجهة المنتمية لحزب العمال أن الاشتباكات وقعت عندما حاولت قوات روج أفا السيطرة على مواقعها.
تعتبر قوات بيشمركة روج آفا القوة العسكرية الوحيدة التي تتبع للمجلس الوطني الكردي.
تشكّلت “بيشمركة روج آفا” عام 2012، من مقاتلين كرد انشقوا معظمهم عن جيش النظام السوري وفروا نحو كردستان العراق، فتلقوا تدريبات عسكرية على يد خبراء أجانب، ليكونوا بادئ الأمر جناحًا عسكريًا للحزب “الديمقراطي الكردستاني” السوري، أحد الأحزاب المنضوية في المجلس الوطني الكردي، والممثل بدوره في “الائتلاف الوطني السوري”، ويصبحوا في حزيران 2015م الذراع العسكرية للمجلس الوطني الكردي في سوريا.
يقدر عدد عناصر «بشمركة روج افا» بنحو عشرة آلاف مقاتل كردي، يزداد عددهم بشكل يومي مع استمرار أبناء المخيمات في كردستان العراق بالتطوع فيه، تتبع فكريًا وعقائديًا لمسعود بارزاني، رئيس إقليم كردستان العراق، ويشارك مقاتلوه في مواجهات ضد تنظيم “الدولة الإسلامية” في العراق.